# NGC 491

NGC 491

NGC 491 هي مجرة حلزونية تبعد حوالي 161 مليون سنة ضوئية عن الأرض تقع في في كوكبة معمل النحات (كوكبة). تم اكتشافه من قبل عالم الفلك جون هيرشل في 25 سبتمبر 1834.

## وصلات خارجية
- NGC 491 على موقع ويكي سكاي: DSS2, SDSS, GALEX, IRAS, Hydrogen α, X-Ray, Astrophoto, Sky Map, Articles and images